# Christine von Trümbach
Christine von Trümbach (* 23. März 1900 in Essen; † Juni 1979) war eine deutsche Schauspielerin.

## Leben
Christine von Trümbach wurde im Jahr 1900 in Essen geboren und sollte nach dem Wunsch der Eltern eine Nonne werden. Da sie damit nicht einverstanden war, heiratete sie sehr früh und pflegte ihre künstlerischen Ambitionen. In Paris lebend, verstärkte sich ihr Wille, den Beruf einer Schauspielerin zu ergreifen und zog 1928 nach Berlin. Hier erlernte sie aber erst einmal das Fliegen, doch dann begann sie, sich beim Film zu bewerben. Nach mehreren Komparsenauftritten bekam sie 1929 von Rudolf Walther-Fein ihre erste kleine Rolle in dem Spielfilm Fidele Herrenpartie. Es folgten einige von Carl Boese gedrehte Filme, wie Ehestreik und Der Detektiv des Kaisers. 1931 wirkte sie in Fritz Langs Film M mit, bei dessen Aufnahmen sie einen schweren Unfall erlitt, von dem sie sich aber erst nach langer Zeit erholen konnte, um wieder drehen zu können.
Nach dem Zweiten Weltkrieg drehte sie von 1950 bis 1958, wie viele West-Berliner Künstler, mehrere Filme für die, in der DDR ansässige, DEFA. Für den Rundfunk wirkte sie in einem Hörspiel mit. Neben der deutschen Sprache sprach Christine von Trümbach auch Französisch, Englisch und Holländisch. Auch für sportliche und tänzerische Szenen war sie ohne Probleme einzusetzen.
Christine von Trümbach lebte in West-Berlin und verstarb 1979 im Alter von 79 Jahren.

## Filmografie
- 1931: M
- 1939: Männer müssen so sein
- 1951: Die letzte Heuer
- 1951: Die Meere rufen
- 1952: Sein großer Sieg
- 1957: Lissy
- 1957: Das Stacheltier: Das Gesellschaftsspiel – Eine unglaubliche Geschichte oder?
- 1957: Zwei Mütter
- 1957:  Sheriff Teddy
- 1957: Spielbank-Affäre
- 1958: Der Prozeß wird vertagt
- 1958: Der eiserne Gustav
- 1959: Aus dem Tagebuch eines Frauenarztes
- 1959: Lockvogel der Nacht
- 1959: Peter schiesst den Vogel ab
- 1960: Sabine und die 100 Männer
- 1961: Immer Ärger mit dem Bett
- 1962: Café Oriental
- 1962–1963: Jedermannstraße 11 (Fernsehserie, 3 Episoden)

## Hörspiele
- 1962: Alfred Döblin: Die Geschichte vom Franz Biberkopf – Regie: Hans Lietzau (Hörspiel – NDR/SFB)